# Lebe im Verborgenen?
Lebe im Verborgenen? ist eine kleine Schrift des antiken Autors Plutarch. Ihr vollständiger Titel lautet Ist „Lebe im Verborgenen“ eine gute Lebensregel? (griechisch Εἰ καλῶς εἴρηται τὸ λάθε βιώσας Ei kalōs eirētai to lathe biōsas, lateinisch De latenter vivendo). Sie gehört zum Korpus von Plutarchs moralphilosophischen Schriften (Moralia).
Plutarch setzt sich in diesem Werk kritisch mit Epikurs Maxime „Lebe im Verborgenen“ auseinander.